# Oribacterium
Oribacterium è un genere di batterio appartenente alla famiglia delle Lachnospiraceae.